# Девушка из Салема
«Девушка из Салема» (англ. Maid of Salem) — американский художественный фильм 1937 года режиссёра Фрэнка Ллойда. В главных ролях Клодетт Кольбер и Фред Макмюррей.

## Сюжет
Действие происходит в 1692 году в одном из старейших городков Новой Англии — Салеме. Барбара Кларк — свободомыслящая девушка, живущая во время печально известной охоты на ведьм. Она влюбляется в молодого авантюриста Роджера. Это становится известно и вызывает возмущение пуританской общественности. Ко всему прочему, маленькая девочка Энн Гуд, ненавидящая Барбару, старается убедить горожан в том, что мисс Кларк — ведьма. Проводится дознание и Барбару приговаривают к сожжению на костре. Но тут появляется Роджер и спасает девушку, убеждая жителей города, что произошла досадная ошибка и они стали жертвой обмана.

## В ролях
- Клодетт Кольбер — Барбара Кларк
- Фред Макмюррей — Роджер Коверман
- Харви Стефенс — доктор Джон Хардинг
- Гейл Сондергард — Марта Хардинг
- Луиза Дрессер — Эллен Кларк
- Бенни Бартлетт — Тимоти Кларк
- Эдвард Эллис — Элдер Гуд
- Бьюла Бонди — Абигейл Гуд
- Бонита Гренвилл — Энн Гуд
- Вирджиния Уайдлер — Нэбби Гуд
- Дональд Мик — Эзра Чивс
- Хэлливел Гоббс — Джеремайя
- Педро де Кордоба — мистер Морс
- Мадам Сул-Те-Ван — Титуба
- Люси Бомонт — Ребекка, няня[2]

В титрах не указаны
- Гарри Кординг — стражник
- Хелен Уэсткотт — девочка